# Tito Okello
Tito Lutwa Okello (Kitgum, 1914-Kampala, 3 de junio de 1996) fue un político y militar ugandés. Fue presidente de  Uganda entre el 29 de julio de 1985 y el 26 de enero de 1986.

## Biografía

### Primeros años
Tito Okello nació en una familia de origen acholi en 1914 en el Distrito de Kitgum. Tenía un hermano menor, Erisanweri Opira.
Ingresó a la King's African Rifles en 1940 y participó en la Campaña de África Oriental durante la Segunda Guerra Mundial. En su carrera como oficial del ejército tuvo varios destinos.
Okello fue uno de los comandantes de la Fuerza Popular de Defensa de Tanzania y del Ejército Nacional de Liberación de Uganda que derrocó a Idi Amin en 1979. Fue Comandante del Ejército Nacional de Liberación ugandés entre 1980 y 1985.

### Golpe de Estado
En julio de 1985, junto con Bazilio Olara-Okello, Tito Lutwa Okello comenzó las maniobras para el golpe de Estado contra Milton Obote. Gobernó como presidente durante seis meses hasta que fue derrocado por el Ejército de Resistencia Nacional (NRA) que opera bajo la dirección del actual presidente, Yoweri Museveni. Se exilió en Kenia después de que fuera derrocado.

### Últimos años
Okello regresó del exilio en 1993, cuando se le otorgó por parte del presidente Museveni una amnistía y se instaló en Kampala. Murió tres años más tarde, de una enfermedad no revelada, el 3 de junio de 1996. Tenía 82 años en el momento de su muerte. Sus restos fueron enterrados en su hogar ancestral en el distrito de Kitgum.